# Sonnac (Aveyron)
Sonnac é uma comuna francesa na região administrativa de Occitânia, no departamento de Aveyron. Estende-se por uma área de 11,98 km². Em 2010 a comuna tinha 531 habitantes (densidade: 44,3 hab./km²).